# 源顕仲
源 顕仲（みなもと の あきなか）は、平安時代後期の公卿・歌人。村上源氏、右大臣・源顕房の子。官位は従三位・神祇伯。

## 経歴
白河朝から白河院政期前半にかけて、周防守を経て、承暦元年（1077年）尾張守、承暦4年（1080年）尾張守重任、応徳2年（1085年）丹波守と受領を歴任。この間、承暦4年（1080年）従五位上、寛治元年（1087年）従四位上、寛治2年（1088年）正四位下と昇進を重ねる。寛治7年（1093年）丹波守の任期を終えると、京官の刑部卿に遷った。
その後、10年近く刑部卿を務め、康和4年（1102年）従三位・左京大夫に叙任され公卿に列す。保安3年（1122年）には神祇伯を兼ねている。天治元年（1124年）子息の忠季を宮内大輔に任じる代わりに左京大夫を辞任。結局、35年以上に亘って公卿の地位にあったが、それ以上の昇叙や参議任官は果たせなかった。
鳥羽院政期の保延4年（1138年）3月29日（または4月3日）薨去。享年81。康平7年（1064年）生ともいわれ、その場合享年75。

## 人物
勅撰歌人として『金葉和歌集』以下の勅撰和歌集に25首が採録され、新百人一首に選ばれている。永久4年（1116年）には、百首和歌を詠した。家集があったとされるが散逸。大治3年（1128年）『西宮歌合』を始め『南宮歌合』『住吉社歌合』を主催。また、元永元年（1118年）の『内大臣家歌合』、保安2年（1121年）の『内蔵頭長実家歌合』などに出詠した。
笙を豊原公里に習い、秘曲の太食調の入調の譜まで伝授されていた。また、康和・嘉承年間に開催された御遊で笙を演奏している。

## 官歴
註釈の無いものは『公卿補任』による。
- 日付不詳：従五位下。周防守
- 承暦元年（1077年） 10月3日：尾張守、元周防守[5]
- 承暦4年（1080年） 正月10日：従五位上[5]。12月30日：尾張守（重任）[5]
- 応徳元年（1084年） 日付不詳：辞尾張守[6]
- 応徳2年（1085年） 日付不詳：見丹波守[7]
- 寛治元年（1087年） 11月18日：従四位上（媞子内親王御給）[8]
- 寛治2年（1088年） 正月19日：正四位下（斎宮職事）[9]
- 寛治7年（1093年） 日付不詳：得替（丹波守）[10]。2月7日：刑部卿[9]
- 康和4年（1102年） 4月21日：従三位（尊勝寺供養賞、中宮御給）、刑部卿如元。11月14日：左京大夫
- 長治2年（1105年） 正月：兼越前権守
- 保安3年（1122年） 日付不詳：兼神祇伯
- 天治元年（1124年） 12月20日：辞大夫（以男季忠申任宮内大輔）
- 大治3年（1128年） 正月28日：兼加賀権守
- 保延4年（1138年） 3月29日[11]：薨去

## 系譜
- 父：源顕房
- 母：藤原定成の娘
- 妻：源俊輔の娘
  - 男子：源仲房
  - 男子：源忠季
- 生母不明の子女
  - 男子：源有房
  - 男子：覚豪
  - 男子：俊堯（1118-1186）
  - 男子：顕意
  - 男子：顕観
  - 男子：覚仲
  - 男子：仁暁
  - 男子：顕玄
  - 女子：散位重通妾（顕仲卿女）
  - 女子：待賢門院堀河
  - 女子：大夫典侍
  - 女子：上西門院兵衛（?-1183頃）